# Mikel Zarrabeitia Ipiña
Mikel Zarrabeitia Ipiña (Galdácano, Vizcaya, 20 de julio de 1993) es un futbolista español que juega de lateral o extremo en la SD Amorebieta de Primera Federación.

## Trayectoria
Mikel creció en la cantera de la SD Amorebieta y, posteriormente, en las categorías inferiores del Athletic Club entre 2009 y 2011. En 2011 regresó a la cantera azul y, una vez finalidad su etapa juvenil, fue cedido al CD Derio para la campaña 2012-13. En la temporada 2013-14 debutó en Segunda B con la SD Amorebieta, aunque apenas jugó cuatro encuentros. En las siguientes tres campañas pasó por las filas del Gernika, Zamudio y Portugalete de Tercera División, logrando dos ascensos a Segunda B en 2015 y 2016. En junio de 2017 regresó a la SD Amorebieta, pero debido a problemas en la cadera fue cedido nuevamente al Zamudio en enero de 2018.
En 2018 regresó a la SD Amorebieta, con la que logró el ascenso a Segunda División en 2021. El 24 de enero de 2022 firmó por la S. D. Logroñés de la Primera División RFEF, cedido por la SD Amorebieta.

## Clubes
| Club                    | País   | Temporada  |
| ----------------------- | ------ | ---------- |
| CD Derio                | España | 2012-2013  |
| SD Amorebieta           | España | 2013-2014  |
| SD Gernika              | España | 2014-2015  |
| SD Zamudio              | España | 2015-2016  |
| Club Portugalete        | España | 2016-2017  |
| SD Zamudio              | España | 2018       |
| SD Amorebieta           | España | 2018 - Act |
| S. D. Logroñés (cedido) | España | 2022       |